# Montagne de Monthiallier
La montagne de Monthiallier est un des plus hauts sommets des monts du Forez, dans le Massif central. Il culmine à 1 557 m d'altitude sur la commune de Valcivières dans le département du Puy-de-Dôme.
Malgré son altitude inférieure de 78 m, il cache pour la majorité des habitants de la plaine du Livradois le point culminant du Forez, Pierre-sur-Haute.

## Géographie

### Localisation
Le Monthiallier est situé sur la commune de Valcivières dans les monts du Forez dans l'Est du Massif central. Il fait partie du parc naturel régional du Livradois-Forez. Il est séparé de la crête principale du Forez par le col de la Croix du Fossat d'où naît l'ancienne vallée glaciaire du Fossat.

### Climat
Le climat des monts du Forez se caractérise par la présence de la burle, vent de nord formant d'importants amas neigeux  et expliquant l'absence de végétation sur les plateaux sommitaux, ainsi que par des brouillards fréquents (132 jours par an) occasionnant du givre.

## Activités

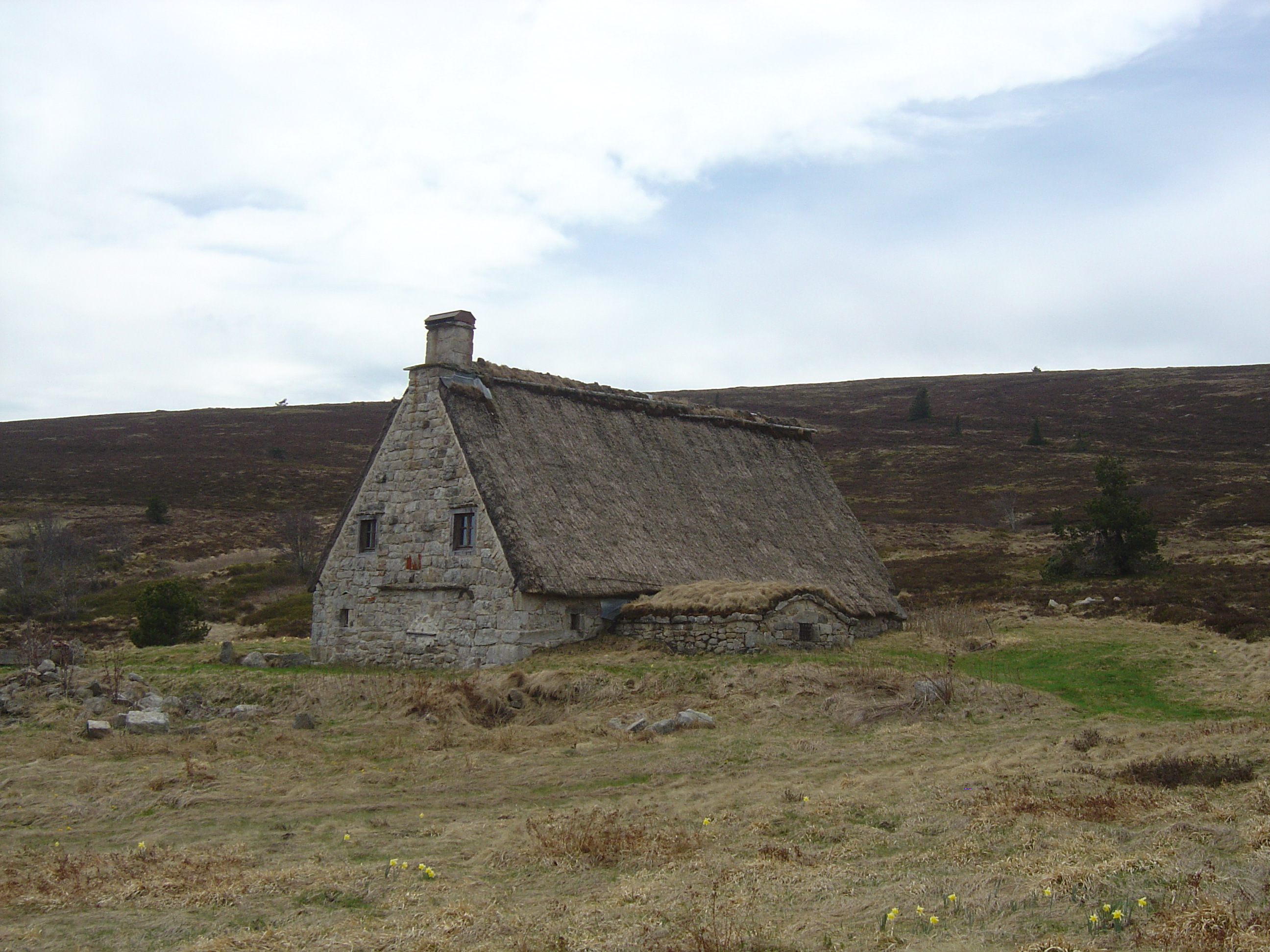
Chaumière, la Croix du Fossat

Sur ses pentes se trouvent de nombreuses jasseries, constructions typiques des Hautes Chaumes (la Jacine, le Fossat). On y trouve également une aire de départ pour les vols en parapente.